# Ignición piezoeléctrica

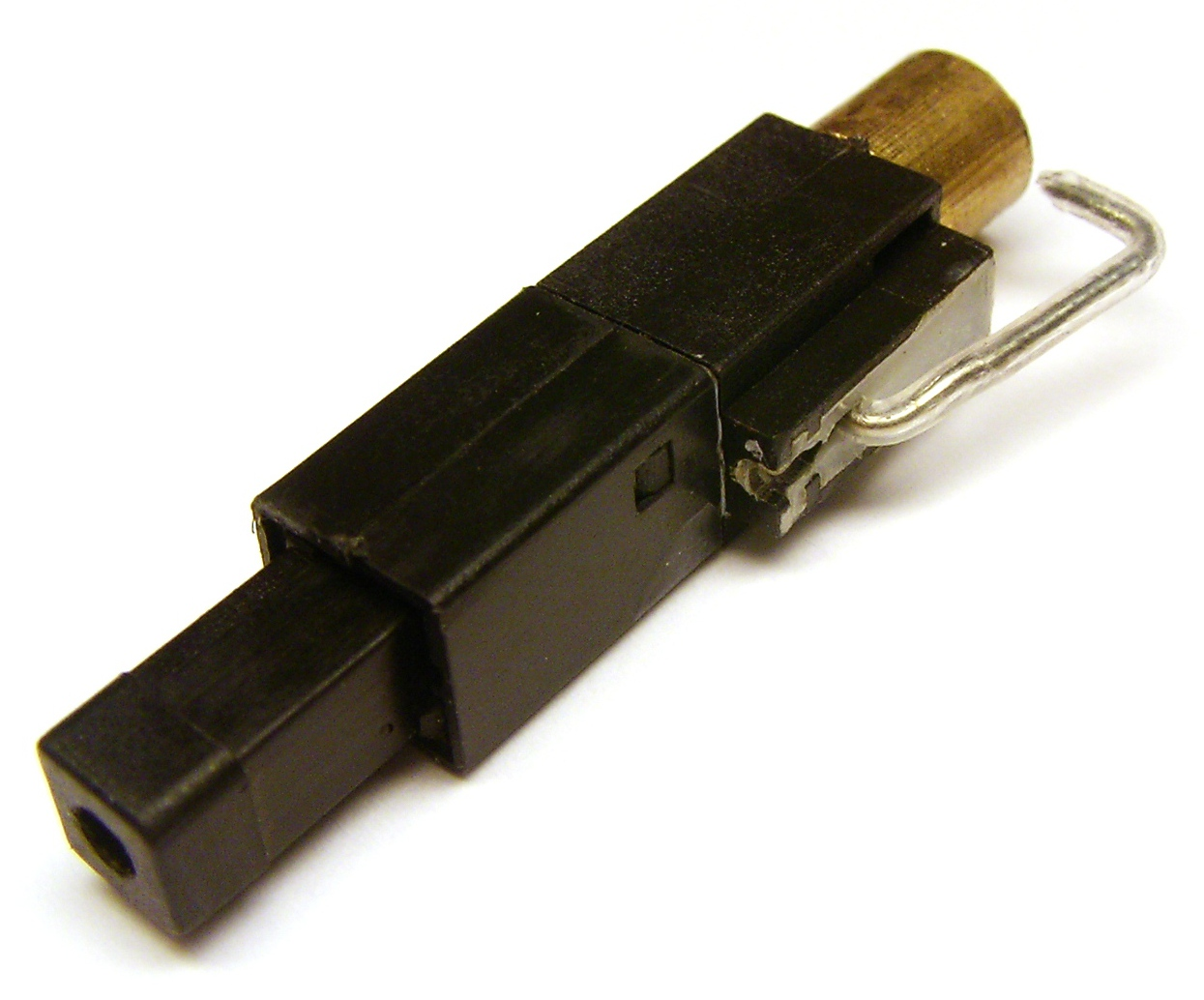
Ignitor piezoeléctrico de un mechero típico

La ignición piezoeléctrica es un tipo de ignición que se utiliza en algunos mecheros, estufas, fogones, calentadores y calderas de gas. Un ignitor piezoeléctrico utiliza el efecto piezoeléctrico, que consiste en una carga eléctrica que se genera dentro de algunos materiales como respuesta a una fuerte y repentina presión. Consta de un pequeño martillo con un resorte que, al pulsar un botón, golpea con fuerza un cristal de PZT o un cristal de cuarzo. El cuarzo es piezoeléctrico, es decir, crea un voltaje al ser deformado. La deformación enérgica y repentina produce un voltaje elevado con la descarga eléctrica subsiguiente, entre unos electrodos que enciende el gas.
No se requiere ninguna conexión eléctrica externa, aunque a veces se utiliza un cable bien aislado para conducir la descarga eléctrica lejos del cristal que la genera. Los sistemas de ignición piezoeléctrica se pueden disparar con cualquier tipo de palanca, pulsador o incluso un relé automático actuado al abrir una palanca o por control remoto. Lo más común es que la chispa eléctrica se genere girando una palanca o pulsando un botón.